# Paul Sinebrychoff
Paul Sinebrychoff, född 1799, död 1883, kommerseråd från Helsingfors. Gift 1850 med Anna Tichanoff, ur äktenskapet barnen Maria, Anna, Nicholas och Paul.  
Paul Sinebrychoff d.ä. övertog sin äldre broder Nikolajs affärs- och bryggeriverksamhet efter broderns död 1848, och flyttade in i broderns ståtliga representtionshem på Bulevarden i Helsingfors. Bryggeriverksamheten lever idag vidare i bolaget Oy Sinebrychoff Ab, som bland annat producerar ölmärkena Koff och Nikolai. 
I Sinebrychoffs tidigare representationshem och huvudkontor vid Bulevarden finns idag det statliga Konstmuseet Sinebrychoff.